# City of Grand Rapids

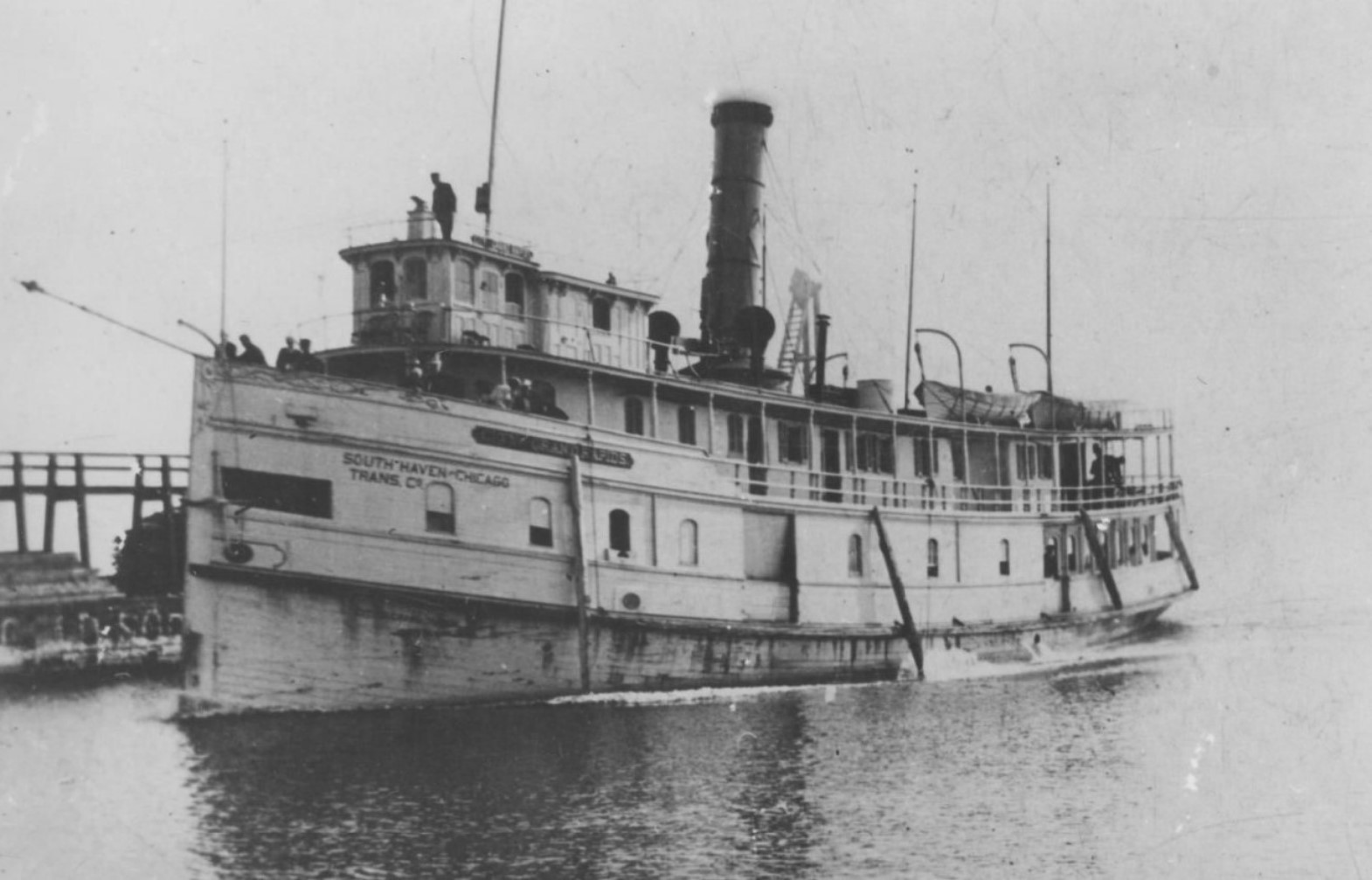
„City of Grand Rapids” w South Haven, MI (ok. 1898)

City of Grand Rapids – dwupokładowy parowiec o napędzie śrubowym, zbudowany w 1879 roku przez stocznię Duncana Robertsona w Grand Haven w stanie Michigan nad Jeziorem Michigan dla przedsiębiorstwa Hannah, Lay & Co z Traverse City. Był to już drugi z kolei statek, noszący tę nazwę. Od pożaru i zatonięcia jednostki w 1907 r. jego wrak spoczywa w płytkich wodach zatoki Big Tub Harbour w Tobermory nad jeziorem Huron (Ontario, Kanada), stanowiąc atrakcję turystyczną.

## Charakterystyka
Statek nosił numer produkcyjny 125743. Jego kadłub zbudowany był z drewna. Miał długość 38,30 m i szerokość 8,05 m. Jednostką napędową była wysokociśnieniowa, jednocylindrowa maszyna parowa o mocy 350 hp, wykonana przez Ottawa Iron Works z Ferrysburga, zasilana w parę przez kocioł o wymiarach 7 stóp i 10/12 cali x 161 cali, wykonany przez firmę Johnston Bros., również z Ferrysburga. Statek posiadał jedną śrubę i jeden wysoki, rurowy komin. Przy zanurzeniu 2,83 m miał pojemność rejestrową brutto 399 ton, a netto 300 ton. Był przeznaczony do przewozów zarówno pasażerów, dla których posiadał kabiny na górnym pokładzie, jak i frachtu, ładowanego na dolny pokład przez duże wrota burtowe.

## Historia
Wprowadzony do żeglugi 13 czerwca 1879 r. pływał początkowo na trasie Traverse City–St. Ignace w stanie Michigan. W następnych latach kilkakrotnie zmieniał armatora i obsługiwane linie. Pływał m.in. na trasach Sault Ste Marie–Marquette, St. Joseph–Chicago oraz Chicago–Waukegan. Kilkakrotnie też doznawał różnych uszkodzeń. M. in. 22 października 1890 r. osiadł na skałach Waugoshance, uszkadzając rufę i burtę. 28 kwietnia 1897 osiadł na płyciźnie przy wyspie Mackinac, po czym po kilku dniach został odholowany do Manitowoc do naprawy. W sierpniu 1899 r. w drodze do Milwaukee zanotował poważny przeciek, jednak z 200 pasażerami na pokładzie dotarł bezpiecznie do South Haven. W 1904 r. wymieniono mu maszynę na niskociśnieniową o cylindrze o wymiarach 30 × 30 cali oraz kocioł parowy na nowy, o wymiarach 10 stóp x 7 i 3/4 stopy, produkcji Great Lakes Engineering Works z Detroit.
We wrześniu 1907 r. statek został sprzedany armatorowi kanadyjskiemu Gillies & Rutherford z Tobermory w stanie Ontario, który chciał nim realizować dalszą żeglugę na Wielkich Jeziorach, w tym na jeziorze Huron. Jednak już w październiku tego roku na terenie portowej zatoki Little Tub Harbor w Tobermory na statku wybuchł pożar. Płonąca jednostka, aby nie zagroziła zabudowie osady i nie zablokowała wejścia do portu, została odholowana do sąsiedniej zatoki Big Tub Harbor, gdzie spaliła się do linii wodnej i zatonęła.

## Wrak i jego znaczenie turystyczne
Miasteczko Tobermory jest w sezonie letnim licznie odwiedzane przez turystów. Szczątki „City of Grand Rapids”, spoczywające zresztą obok jeszcze słynniejszego wraku szkunera „Sweepstakes”, są widoczne w płytkiej i krystalicznie czystej wodzie jeziora Huron z brzegu zatoki. Widoczne są pozostałości maszyny parowej i nitowanego kotła, zaś ster i śruba są eksponowane w lokalnym muzeum. Szczególnie dobrze można obejrzeć oba wraki z pokładu kilku pływających tu, niewielkich jednostek turystycznych, a zwłaszcza tych, posiadających szklane dno. Wrak cieszy się również dużą sławą wśród nurków, jednak nurkowanie tu jest obwarowane licznymi ograniczeniami.